# Gottfrid Adlerz
Gottfrid Agaton Adlerz, född 25 februari 1858 i Vadstena, död 11 november 1918 i Norrköping, var en svensk zoolog och entomolog.
Adlerz blev student 1878 och filosofie doktor vid Uppsala universitet 1887, docent i zoologi vid Stockholms högskola 1889 och lektor i naturalhistoria och kemi i Sundsvall 1894. Hans flesta arbeten behandlar insekterna, men inte ur det perspektiv som de flesta samtida entomologer hade (zoografi), utan från en allmännare biologisk synpunkt. Mest intresserade sig för de anpassningsfenomen dessa djurformer visade upp. Han hävdade bland annat att även djuren hade "förstånd", de kunde "lära" och "dra slutsatser".
Adlerz redigerade och skrev för Nordisk familjeboks 2:a upplaga de entomologiska artiklarna på bokstäverna D-S (1906-1918). Han var också populärvetenskaplig författare inom biologin. Adlerz invaldes som ledamot av Kungliga Vetenskapsakademien år 1905. Han tilldelades Björkénska priset 1911.